# Isuma
Isuma (en syllabaire inuktitut : ᐃᓱᒪ, litt. « penser ») est un collectif d'artistes et la première société de production inuit au Canada, cofondée par Zacharias Kunuk, Paul Apak Angilirq et Norman Cohn à Igloulik, au Nunavut en 1990. Connu internationalement pour son film primé, Atanarjuat, le premier long métrage écrit, réalisé et joué entièrement en inuktitut, Isuma a été sélectionné pour représenter le Canada à la Biennale de Venise 2019, la première présentation d'art inuit dans le pavillon du Canada,,.

## Histoire
En 1999, Isuma réalise et produit le thriller historique Atanarjuat. Ce succès au box-office dans le monde entier a été récompensé par la Caméra d'Or du meilleur premier long métrage du Festival de Cannes en 2001, six prix Génie (dont celui du meilleur film) et plusieurs autres prix internationaux. Le film est également présenté en première canadienne au Festival international du film de Toronto en 2001. 
Le succès critique d'Atanarjuat conduit à un financement de Téléfilm Canada, permettant à Isuma de commencer le développement de plusieurs scénarios. L'un d'entre eux, Le Journal de Knud Rasmussen, sur le passage du chamanisme au christianisme à Igloulik au début des années 1920, ouvre le Festival international du film de Toronto en 2006.
En 2011, Isuma fait l'objet d'un redressement judiciaire en raison de dettes de 700 000 dollars canadiens, dont 500 000 dollars à Atuqtuarvik Corp. de Rankin Inlet. RSM Richter, un émetteur basé à Montréal, met en vente les actifs de la société, notamment sa cinémathèque,.

## IsumaTV
Isuma lance IsumaTV en 2008. Site Web multimédia et portail en ligne sur la culture inuite et autochtone, il est dédié aux cinéastes autochtones et est un service gratuit. Le site héberge des films qui présentent une vision autochtone et qui visent à connecter les communautés autochtones du monde entier.

## Mission
Comme Isuma signifie « penser », les collaborateurs d'Igloolik Isuma Productions encouragent les processus alternatifs et multimédias pour que la population en général soit sensibilisée non seulement aux Inuits et à leur sort, mais aussi aux peuples autochtones et à l'avenir du rôle de la communauté dans la société. Isuma a pour objectif de sensibiliser et d’attirer l’attention sur les peuples autochtones de toutes les cultures, et pas seulement le Nord du Canada, en encourageant les approches multimédias. Leur objectif est de veiller à ce que leurs droits ne soient pas compartimentés, mais inclus dans un contexte culturel plus large: exploration de la spiritualité, de la mondialisation, de l'environnement, du cinéma, des médias mondiaux et des revendications autochtones.
Isuma s'attache à rassembler des personnes de différents âges, origines culturelles et systèmes de croyances afin de soutenir et de promouvoir les communautés autochtones du Canada par le biais de la télévision, d'Internet et du cinéma. Sa mission est de produire des médias communautaires indépendants destinés à préserver et à améliorer la culture et la langue inuites, créer des emplois et favoriser le développement économique à Igloulik et au Nunavut, ainsi qu'à raconter des histoires inuites authentiques. Isuma est connecté à Arnait Video Productions.

## Productions
- Histoires de nos aînés (web série de 28 épisodes maintenant télévisée par APTN).

### Films
- Atanarjuat (2000)[10]
- Les journaux de Knud Rasmussen (2006)[11]
- Le Jour avant le lendemain (2008)[12]
- Exil (en production)
- SGaawaay K’uuna (2018)
- Un jour dans la vie de Noah Piugattuk (2019)

### Série Unikaatuatiit (Storytelling)
- Qaggiq (lieu de rassemblement, 1989)[13]
- Nunaqpa (Going Inland, 1991)[14]
- Saputi (pièges à poissons, 1993)[15]

### Documentaires
- Alert Bay (1989)
- Attagutaaluk (La famine, 1992)
- Qulliq (lampe à huile, 1993)
- Nunavut (Our Land, 1994–95), série télévisée en 13 parties
- Piujuk & Angutautuk (1994)
- Sanannguarti (Carver, 1995)
- Nipi (Voice, 1999)
- Nanugiurutiga (mon premier ours polaire, 2000)
- Ningiura (ma grand-mère, 2000)
- Anaana (Mère, 2001)
- Ajainaa! (Presque !, 2001)
- Artcirq (2001)
- Arviq! (Bowhead !, 2002)
- Angakkuiit (histoires de chaman, 2003)
- Réunion de famille Kunuk (2004)
- Unakuluk (cher petit, 2005)
- Qallunajatut (Inuk urbain, 2005)
- Kiviaq vs. Canada (2006)[16],[17]
- Kivitoo: Ce qu'ils pensaient de nous (2018)[18]

### Courts métrages

#### Animation
- Angakusajaujuq - The Shaman's Apprentice (2021)[19]